# Élections municipales de 2014 à Perpignan
Pour un article plus général, voir Élections municipales de 2014 dans les Pyrénées-Orientales.
Les élections municipales ont eu lieu les 23 et 30 mars 2014 à Perpignan.

## Mode de scrutin
Le mode de scrutin à Perpignan est celui des villes de plus de 1 000 habitants : la liste arrivée en tête obtient la moitié des 55 sièges du conseil municipal. Le reste est réparti à la proportionnelle entre toutes les listes ayant obtenu au moins 5 % des suffrages exprimés. Un deuxième tour est organisé si aucune liste n'atteint la majorité absolue et au moins 25 % des inscrits au premier tour. Seules les listes ayant obtenu aux moins 10 % des suffrages exprimés peuvent s'y présenter. Les listes ayant obtenu au moins 5 % des suffrages exprimés peuvent fusionner avec une liste présente au second tour.

## Contexte

### Contexte électoral
Perpignan serait une des villes moyennes dans lesquelles le Front national, représenté par la liste de Louis Aliot, pourrait se maintenir au deuxième tour de l'élection et même battre la liste du Parti socialiste menée par Jacques Cresta. Marine Le Pen croit en la possibilité de victoire de Louis Aliot.
Pour Jean-Marc Pujol, c'est l'occasion de confirmer auprès des électeurs sa politique menée à Perpignan à la suite de la démission de Jean-Paul Alduy, son prédécesseur.

### Enjeux
Les candidats devront notamment répondre aux inquiétudes des commerçants constatant une désertification du centre-ville de Perpignan.

## Résultats
- Maire sortant : Jean-Marc Pujol (UMP)
- 55 sièges à pourvoir (population légale 2011 : 118 238 habitants)

| Tête de liste                                                | Tête de liste     | Liste          | Premier tour | Premier tour | Second tour | Second tour | Sièges |  |
| Tête de liste                                                | Tête de liste     | Liste          | Voix         | %            | Voix        | %           | Sièges |  |
| ------------------------------------------------------------ | ----------------- | -------------- | ------------ | ------------ | ----------- | ----------- | ------ |  |
|                                                              | Louis Aliot       | FN             | 12 949       | 34,19        | 17 744      | 44,89       | 12     |  |
| Perpignan ensemble soutenue par le Rassemblement bleu Marine |                   |                | 12 949       | 34,19        | 17 744      | 44,89       | 12     |  |
|                                                              | Jean-Marc Pujol * | UMP-UDI        | 11 617       | 30,67        | 21 786      | 55,11       | 43     |  |
| Perpignan pour tous                                          |                   |                | 11 617       | 30,67        | 21 786      | 55,11       | 43     |  |
|                                                              | Jacques Cresta    | PS-PCF         | 4 497        | 11,87        |             |             |        |  |
| Liste des forces de gauche et citoyenne                      |                   |                | 4 497        | 11,87        |             |             |        |  |
|                                                              | Clotilde Ripoull  | DVD            | 3 646        | 9,62         |             |             |        |  |
| Perpignan équilibre                                          |                   |                | 3 646        | 9,62         |             |             |        |  |
|                                                              | Jean Codognès     | EELV           | 2 147        | 5,67         |             |             |        |  |
| Jean Codognès, croire en Perpignan                           |                   |                | 2 147        | 5,67         |             |             |        |  |
|                                                              | Philippe Simon    | CDC            | 1 067        | 2,82         |             |             |        |  |
| Jeunes engagés, endavant Perpinya                            |                   |                | 1 067        | 2,82         |             |             |        |  |
|                                                              | Stéphanie Font    | NPA            | 851          | 2,25         |             |             |        |  |
| Perpignan à gauche vraiment                                  |                   |                | 851          | 2,25         |             |             |        |  |
|                                                              | Axel Belliard     | DVG            | 719          | 1,90         |             |             |        |  |
| Place aux perpignanais(es) !                                 |                   |                | 719          | 1,90         |             |             |        |  |
|                                                              | Liberto Plana     | LO             | 384          | 1,01         |             |             |        |  |
| Lutte ouvrière faire entendre le camp des travailleurs       |                   |                | 384          | 1,01         |             |             |        |  |
|                                                              |                   |                |              |              |             |             |        |  |
| Inscrits                                                     | Inscrits          | Inscrits       | 68 813       | 100,00       |             | 100,00      |        |  |
| Abstentions                                                  | Abstentions       | Abstentions    | 29 599       | 43,01        |             |             |        |  |
| Votants                                                      | Votants           | Votants        | 39 214       | 56,99        |             |             |        |  |
| Blancs et nuls                                               | Blancs et nuls    | Blancs et nuls | 1 337        | 3,41         |             |             |        |  |
| Exprimés                                                     | Exprimés          | Exprimés       | 37 877       | 96,59        | 39 530      |             |        |  |
| * Liste du maire sortant                                     |                   |                |              |              |             |             |        |  |